# Puertoricovaktelduva
Puertoricovaktelduva (Geotrygon larva) är en förhistorisk utdöd fågel i familjen duvor inom ordningen duvfåglar. 

## Förekomst och upptäckt
Fågeln är endast känd från subfossila lämningar från Holocen. Typexemplaret, en tars, hittades i juli 1916 av zoologen Harold Elmer Anthony i grottan Cueva Clara nära Morovis på ön Puerto Rico. Dess lämningar har även funnits i närliggande grottan Cueva Catedral, i grottan Cueva Toraño i närheten av Utuado samt i en kökkenmödding nära Mayagüez. 

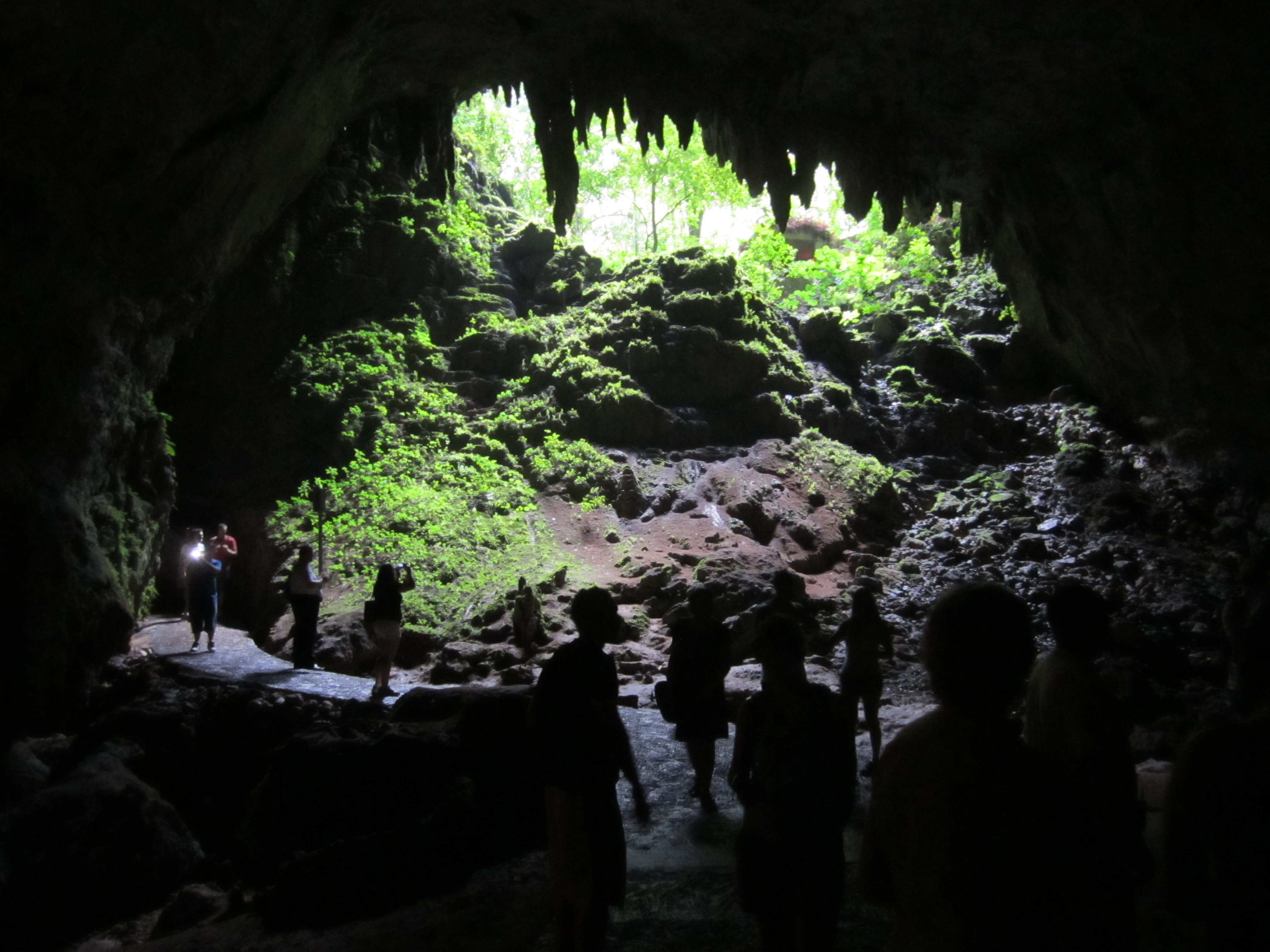
Grottan Cueva Clava där fågeln först upptäcktes.

## Utseende
Enligt Alexander Wetmore, som först beskrev arten vetenskapligt, är den nära släkt med kubansk vaktelduva (Geotrygon caniceps).] Tarsen är dock längre. Jämfört med röd vaktelduva (G. montana), som också förekommer på Puerto Rico, är tarsen smalare.

## Utdöende
De stora mängder fossila material som hittats gör att man tror att duvan var relativt vanlig innan de första bosättarna anlände till ön. Den föll troligen offer för öns kraftiga avskogning därefter.